# 巴彦淖日
巴彦淖日是位于中国内蒙古自治区呼伦贝尔市陈巴尔虎旗西乌珠尔苏木西北的一个湖泊。其位置约在东经118°30′，北纬49°47′。湖面海拔535.20米，面积达1平方公里。该湖的沉积物主要是芒硝和石盐。巴彦在蒙古语中是富饶的意思。